# Indice Case-Shiller
L'indice Case-Shiller établi par Standard & Poor's mesure la valeur nominale du marché de l'immobilier résidentiel dans vingt régions métropolitaines des États-Unis,. L'indice utilise une méthode particulière pour évaluer le marché de l'immobilier résidentiel des États-Unis. L'approche a été développée par Karl Case, Robert Shiller and Allan Weiss. L'indice Case-Shiller inclut vingt indices régionaux et deux indices composites, agrégation des régions.
L'indice est une moyenne glissante trimestrielle. Il est calculé mensuellement et publié avec deux mois de décalage chaque dernier mardi du mois.
L'indice Case-Shiller est la valeur de référence de la tendance du marché immobilier aux États-Unis.

## Valeurs récentes
L'indice a atteint un pic à 189,94 au 2e trimestre 2006 puis a entamé une forte baisse.

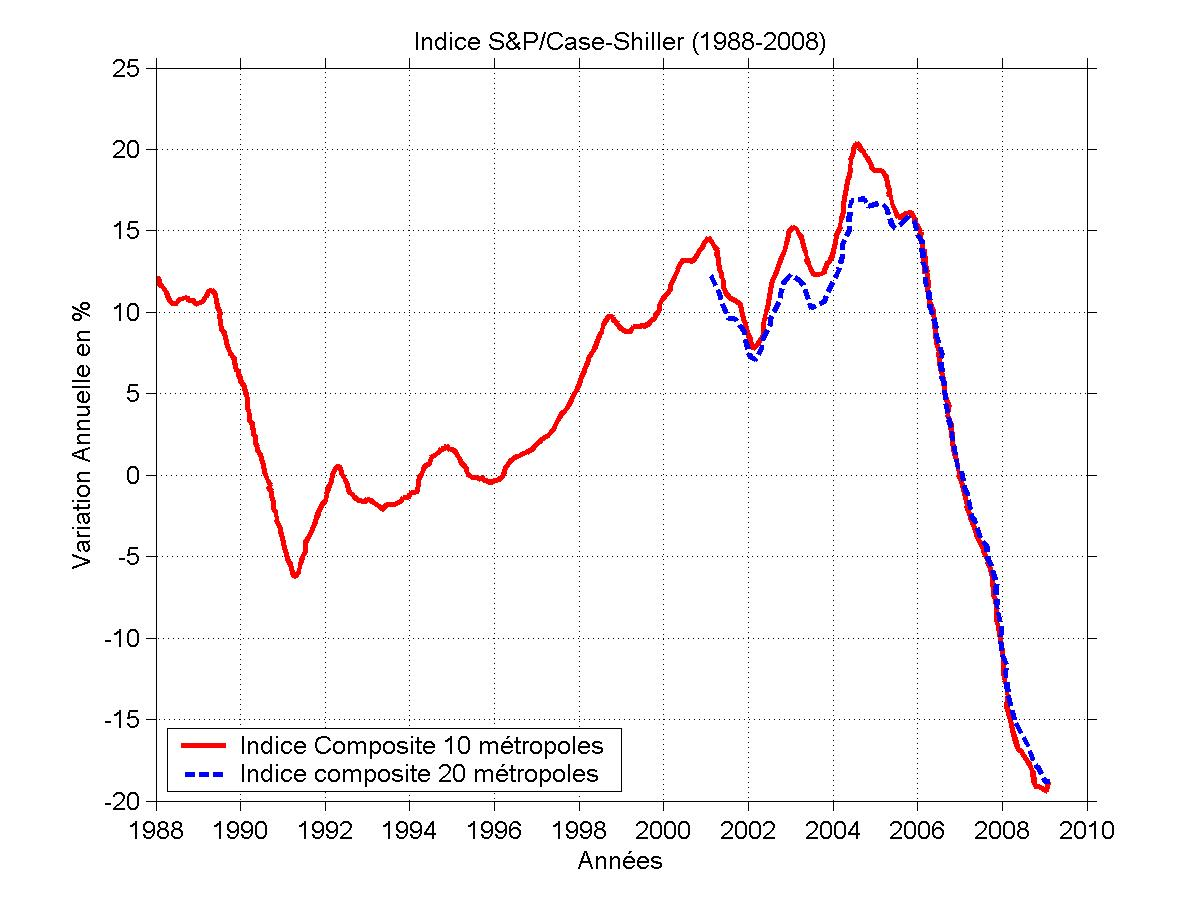
Indice Case&Shiller Variation Annuelle en %(2000-2008).

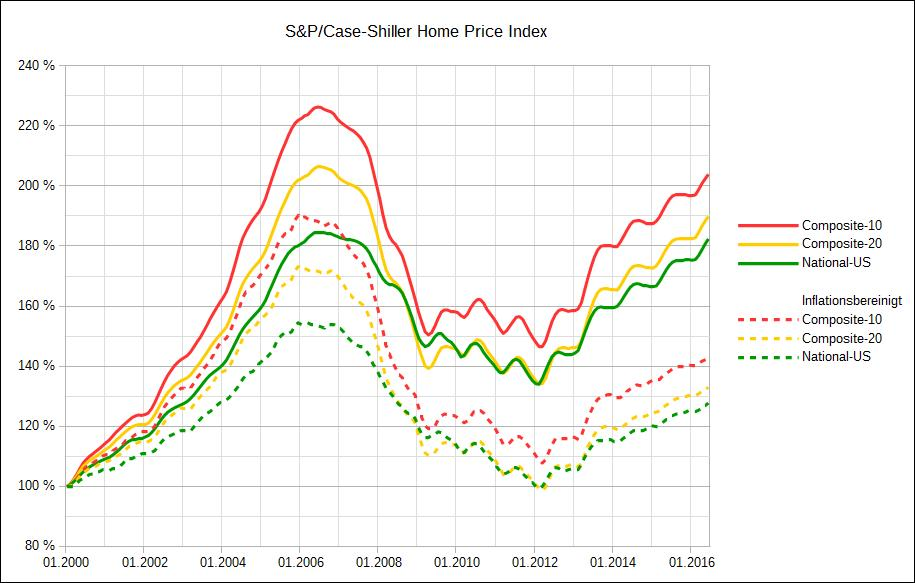
Indice Case&Shiller(2000-2016) des 10 puis 20 principales villes US.

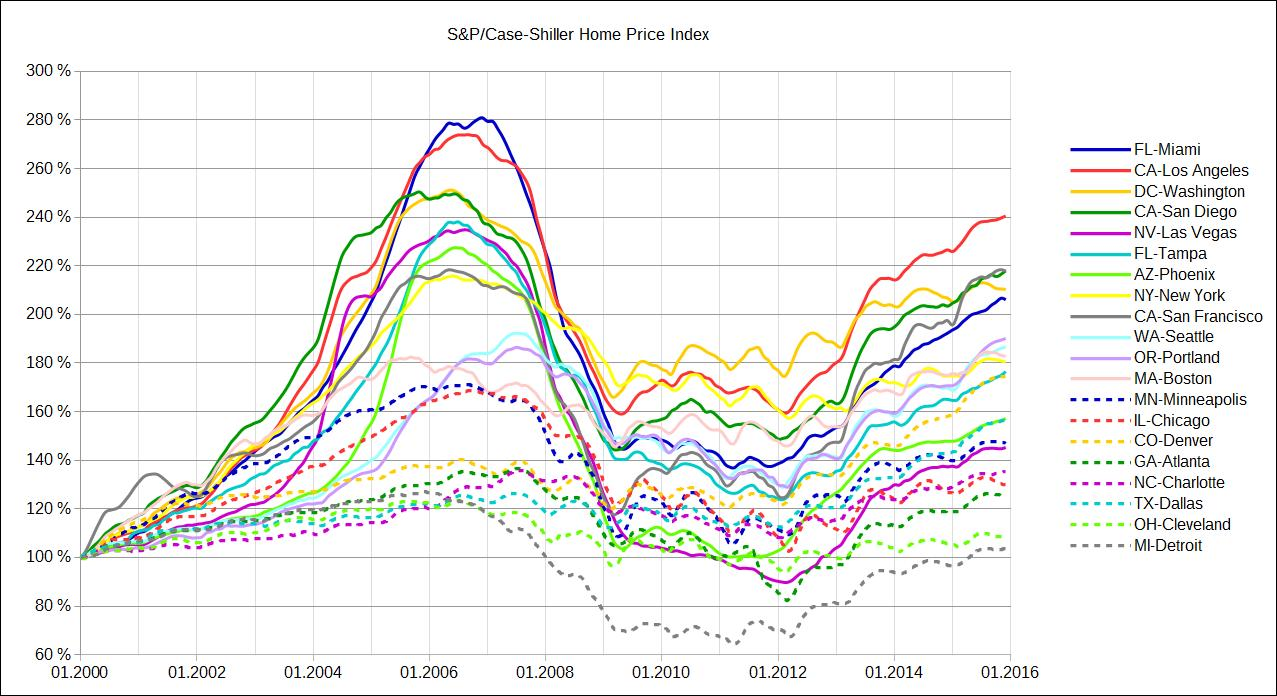
Évolution des Indices Case&Shiller (2000-2016) pour les principales villes US.

| Évolution trimestrielle de l'indice S&P/Case-Shiller | Évolution trimestrielle de l'indice S&P/Case-Shiller | Évolution trimestrielle de l'indice S&P/Case-Shiller |
| Année                                                | Trimestre                                            | Indice Case-Shiller                                  |
| ---------------------------------------------------- | ---------------------------------------------------- | ---------------------------------------------------- |
| 1987                                                 | Q1                                                   | 62,03                                                |
| 1988                                                 | Q1                                                   | 66,67                                                |
| 1989                                                 | Q1                                                   | 72,43                                                |
| 1990                                                 | Q1                                                   | 75,58                                                |
| 1991                                                 | Q1                                                   | 73,43                                                |
| 1992                                                 | Q1                                                   | 74,30                                                |
| 1993                                                 | Q1                                                   | 74,46                                                |
| 1994                                                 | Q1                                                   | 76,46                                                |
| 1995                                                 | Q1                                                   | 77,74                                                |
| 1996                                                 | Q1                                                   | 79,61                                                |
| 1997                                                 | Q1                                                   | 81,82                                                |
| 1998                                                 | Q1                                                   | 85,71                                                |
| 1999                                                 | Q1                                                   | 92,08                                                |
| 2000                                                 | Q1                                                   | 100,00                                               |
| 2001                                                 | Q1                                                   | 109,27                                               |
| 2002                                                 | Q1                                                   | 118,00                                               |
| 2003                                                 | Q1                                                   | 130,48                                               |
| 2004                                                 | Q1                                                   | 146,26                                               |
| 2005                                                 | Q1                                                   | 169,19                                               |
| 2006                                                 | Q1                                                   | 188,66                                               |
| 2006                                                 | Q2                                                   | 189,93                                               |
| 2006                                                 | Q3                                                   | 188,11                                               |
| 2006                                                 | Q4                                                   | 186,51                                               |
| 2007                                                 | Q1                                                   | 184,77                                               |
| 2007                                                 | Q2                                                   | 183,03                                               |
| 2007                                                 | Q3                                                   | 179,80                                               |
| 2007                                                 | Q4                                                   | 170,21                                               |
| 2008                                                 | Q1                                                   | 158,97                                               |
| 2008                                                 | Q2                                                   | 155,45                                               |
| 2008                                                 | Q3                                                   | 150,04                                               |
| 2008                                                 | Q4                                                   | 139,14                                               |